# 사게네-생로랑 해양공원

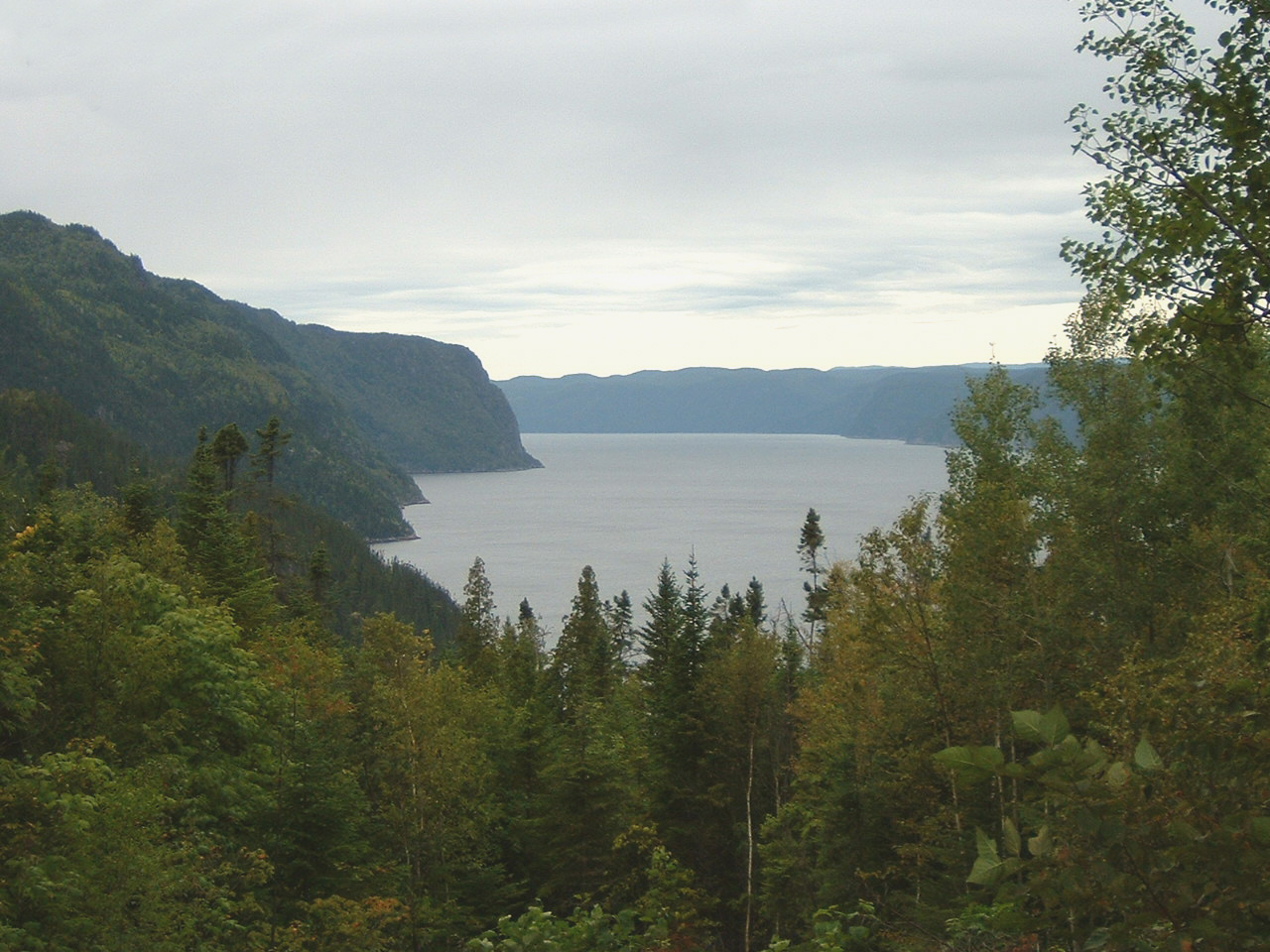
사게네 피오르드

사게네-생로랑 해양공원는 캐나다의 해양생물보전지역이며, 사게네강의 피오르드가 세인트로렌스강을 만나는 지점까지 포함된다. 총 면적은 1,246 km2이며,퀘벡주의 국립공원중 보존상태가 좋은 지역에 속한다. 많은 종류의 고래들이 풍부한 먹이 자원을 찾아 이곳에 몰려든다.

## 같이 보기
- 사그네